# Hasta la vista
«Hasta la vista» (ісп. «До побачення») — пісня українського співака Олександра Пономарьова, з якою він виступив 24 травня 2003 року, на пісенному конкурсі Євробачення у столиці Латвії. Він став першим представником України, який брав участь у цьому конкурсі.
Пісня була видана окремим синглом.

## Історія
У лютому Пономарьов здобув право представляти Україну на «48-му Пісенному конкурсі Євробачення». Пісня з якою мав їхати співак, була тоді ще не відома — трохи згодом був оголошений конкурс, в якому брали участь композитори з різних куточків Світу.
Автори
Переможцем конкурсу став знаний ізраїльський композитор Цвіка Пік, автор пісні «Diva», з якою Dana International перемогла у Пісенному конкурсі 1998 року. Автором слів стала колишня дружина Цвійки Піка Міріт Шем-Ур. Олександр Пономарьов зробив власне аранжування пісні, яке й було представлене на конкурсі. Цвіка Пік спеціально приїжджав до Києва, щоб бути присутнім на записі «Hasta la vista».
Відеокліп
Часу до конкурсу залишалося небагато, тому кліп робився у дуже стислі терміни. Офіційна презентація пісні та відео відбулися 27 березня. 

## Трек-лист синглу
1. «Hasta la vista» — 3:03